# Zsiborás Gábor

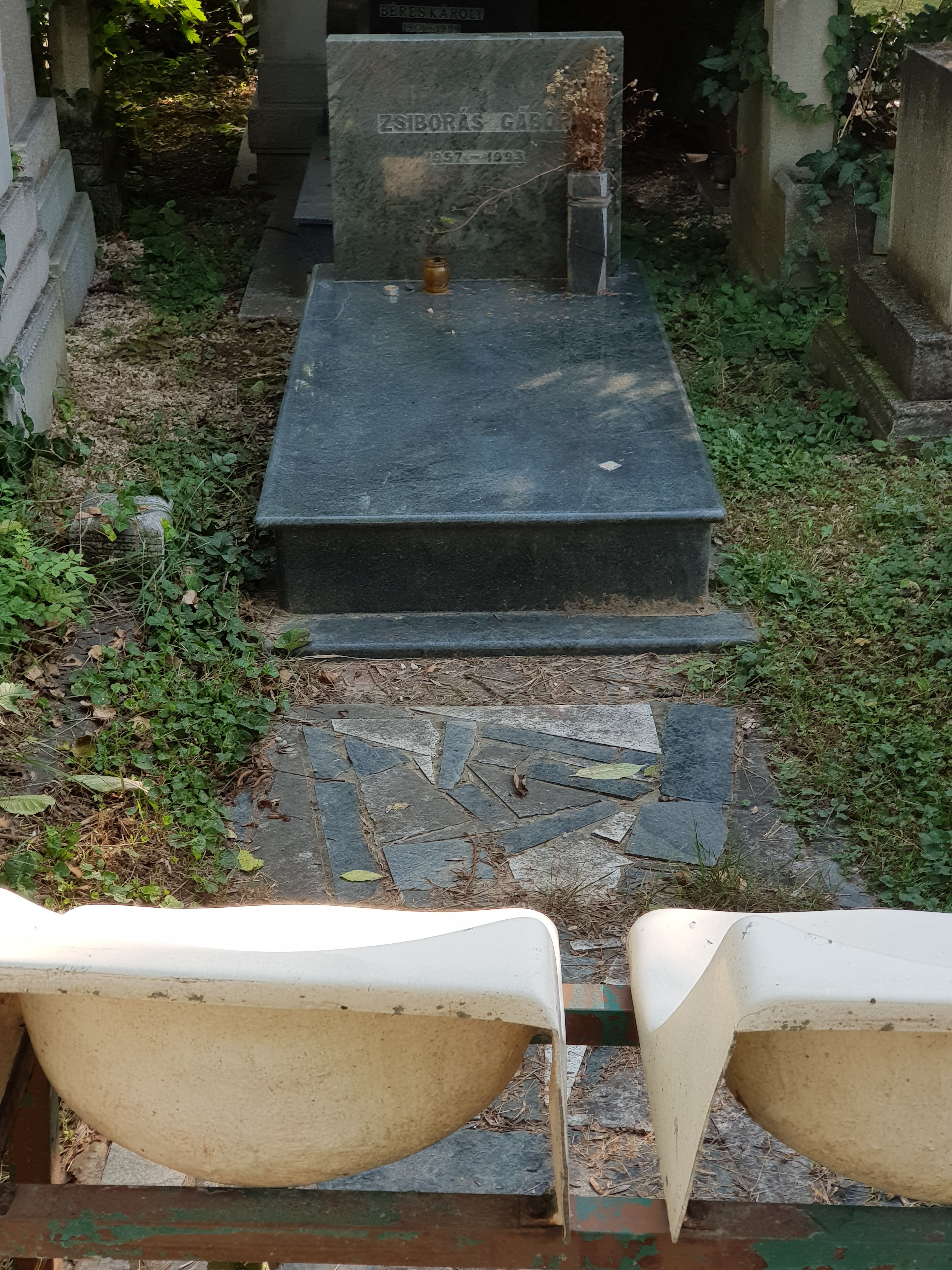
Zsiborás Gábor síremléke a Farkasréti temetőben.

Zsiborás Gábor (Budapest, 1957. november 12. – Budapest, 1993. szeptember 7.) magyar válogatott labdarúgó, kapus. A Ferencváros mezét 408 alkalommal viselte.

## Pályafutása
Tízévesen lett a Fradi igazolt játékosa, az ifiből kiöregedve nem kisebb nevek mellett lehetett a felnőtt keret tagja, mint Hajdú József és Géczi István.
Az 1977/78-as bajnokságban, húszévesen kapta élete első NB1-es szerepét. Az ellenfél a Bp. Honvéd volt, a Fradi nyert 2:1-re, a kispestiek gólját maga Zsiborás szerezte – öngólként, egy kapufáról a hátára pattant labda csorgott be a kapuba. Ettől függetlenül parádésra sikeredett a bemutatkozás. Olyannyira, hogy még abban a bajnokságban sikerült Hajdút végleg kiszorítania a kezdőből. Az 1980/81-es szezon nagy részét egy sérülés miatt kihagyja, a következő bajnokságban felváltva véd Kakas Lászlóval. 1983-tól 1988-ig viszont több mint 5 szezonon át megint övé az 1-es számú mez.
244 alkalommal szerepelt az FTC színeiben. 1988-ban megsérült a szöuli előolimpiai tornán az olimpiai válogatott kapusaként. Addigi helyettese, Józsa Miklós pedig szenzációs formába lendült. Így mire felépült sérüléséből, kiszorította a kezdőcsapatból. A Ferencváros vezetősége megbecsülve a Fradiban tett szolgálatait, hogy ne kelljen a fradista ikonnak a kispadot koptatnia, inkább elengedte a nagy rivális MTK-ba. Az átigazolásának pikantériája az volt, hogy új csapatában az első mérkőzése az Üllői úton volt. A Fradi 4–0-ra nyert, ennek ellenére Zsiborás hetes osztályzatot kapott a Népsporttól. Zsiborást huszonnyolcezer ember vastapsa fogadta, és minden megmozdulását hangos ováció kísérte. Az MTK-ban négy éven át védett 117 mérkőzésen, és szenzációs formája miatt innen került vissza a válogatott keretbe is első számú kapusként. Négy alkalommal védett a magyar válogatottban.

## Halála
Az oroszok elleni világbajnoki selejtezőre készülő labdarúgó-válogatott első számú kapusa, Zsiborás Gábor, egykori sikerei helyszínén, az Üllői úti stadionban az egyik edzés végén összeesett és kómába került. Majd szűk egyheti kóma után pont azon a napon távozott el végleg, amikor a nemzeti mezben játszott négy mérkőzése közül legnagyobb sikert hozó meccsének volt a tízéves évfordulója. Halálának pontos okáról évekkel később felesége nyilatkozott. Mint az a boncolás során kiderült, a kiváló kapus stroke-ot kapott.

## Sikerei, díjai
- 1 x bajnok (1980-81)
- 1 x kupagyőztes (1978)
- 2 x Toldi-vándordíj győztes (1979-80, 1985-86)
- 1 x Golden Gate-díj győztes (1986-87)

## Statisztika

### Mérkőzései a válogatottban
| Magyarország | Magyarország        | Magyarország                | Magyarország | Magyarország | Magyarország | Magyarország | Magyarország | Magyarország |
| #            | Dátum               | Helyszín                    | Hazai        | Eredmény     | Vendég       | Kiírás       | Gólok        | Esemény      |
| ------------ | ------------------- | --------------------------- | ------------ | ------------ | ------------ | ------------ | ------------ | ------------ |
| 1.           | 1979. október 17.   | Debrecen, Nagyerdei stadion | Magyarország | 3 – 1        | Finnország   | Eb-selejtező | -            |              |
| 2.           | 1983. május 15.     | Budapest, Népstadion        | Magyarország | 2 – 3        | Görögország  | Eb-selejtező | -            |              |
| 3.           | 1983. szeptember 7. | Budapest, Népstadion        | Magyarország | 1 – 1        | NSZK         | barátságos   | -            |              |
| 4.           | 1987. július 28.    | Lipcse, Zentralstadion      | NDK          | 0 – 0        | Magyarország | barátságos   | -            | 46'          |
|              | Összesen            |                             |              | 4            | mérkőzés     |              | 0            | gól          |